# Estación de Lützelflüh-Goldbach
La estación de Lützelflüh-Goldbach es una estación ferroviaria de la comuna suiza de Hasle bei Burgdorf, en el Cantón de Berna.

## Historia y situación
La estación de Lützelflüh-Goldbach fue inaugurada en el año 1881 con la puesta en servicio del tramo Burgdorf - Obermatt (punto de conexión con la línea Berna - Lucerna en las afueras de Langnau im Emmental) de la línea Soleura - Burgdorf - Langnau im Emmental por parte del Emmentalbahn (EB). En 1942 EB se fusionaría con Burgdorf-Thun-Bahn (BTB), y creando Emmental-Burgdorf-Thun-Bahn (EBT). EBT pasaría a ser integrada en 1997 en Regionalverkehr Mittelland, que al fusionarse en 2006 con BLS Lötschbergbahn pasaría a ser BLS AG.
Se encuentra ubicada en el borde este del núcleo urbano de Lützelflüh. Cuenta con cuatro andenes, dos centrales y dos laterales a los que acceden cinco vías pasantes, a las que hay que sumar un par vías muertas.
En términos ferroviarios, la estación se sitúa en la línea Soleura - Burgdorf - Langnau im Emmental y en la línea Burgdorf - Thun. Sus dependencias ferroviarias colaterales son la estación de Hasle-Rüegsau hacia Burgdorf y la estación de Lützelflüh-Goldbach en dirección Langnau im Emmental.

## Servicios ferroviarios
Los servicios ferroviarios de esta estación están prestados por BLS:

### S-Bahn Berna
Desde la estación de Lützelflüh-Goldbach se puede ir a Berna mediante la red S-Bahn Berna operada por BLS:
- S 4 Langnau - Hasle-Rüegsau – Burgdorf – Zollikofen – Berna – Belp – Thun
- S 44 Sumiswald-Grünen – Ramsei – Hasle-Rüegsau -/(Soleura–) Wiler –  Burgdorf – Berna Wankdorf – Berna – Belp – Thun